# Iota dels Bessons
Iota dels Bessons (ι Geminorum) és un estel a la constel·lació dels Bessons de magnitud aparent +3,80. De vegades anomenada Propus —nom més utilitzat per designar a η Geminorum—. S'hi troba a 126 anys llum de distància del sistema solar.
Iota Geminorum és una estrella gegant groc-taronja de tipus espectral G9IIIb la temperatura superficial de la qual és de 4.777 K. Amb una lluminositat 52 vegades major que la del Sol i un radi equivalent a 11 radis solars, té una massa al voltant del doble de la massa solar. Fa 1.400 milions d'anys va néixer com un estrella blanca de la seqüència principal de tipus A2, i actualment és una gegant al nucli de la qual l'heli es fusiona en carboni i oxigen. Dins de 250 milions d'anys augmentarà en grandària de forma notable, aconseguint una lluminositat propera als 1.000 sols.
Com altres gegants, Iota Geminorum rota lentament —la seva velocitat de rotació, 1,5 km/s, és una mica menor que la del Sol—, però a causa de les seves grans dimensions completa un gir en menys de 200 dies. La seua metal·licitat és inferior a la solar, amb una abundància relativa de ferro equivalent al 74% de la trobada al Sol.